# Синдт, Микаэль
Микаэ́ль Синдт (дат. Michael Sindt) — датский кёрлингист.
В составе мужской сборной Дании бронзовый призёр чемпионата мира 1985, участник трёх чемпионатов Европы (лучший результат — четвёртое место в 1982). Чемпион Дании среди мужчин.
Играл на позиции второго.

## Достижения
- Чемпионат мира по кёрлингу среди мужчин: бронза (1985).
- Чемпионат Дании по кёрлингу среди мужчин: золото (1985).

## Команды
| Сезон   | Четвёртый     | Третий      | Второй        | Первый           | Турниры            |
| ------- | ------------- | ----------- | ------------- | ---------------- | ------------------ |
| 1982—83 | Франтс Гуфлер | Ханс Гуфлер | Микаэль Синдт | Holger Slotsager | ЧЕ 1982 (4 место)  |
| 1983—84 | Франтс Гуфлер | Ханс Гуфлер | Микаэль Синдт | Holger Slotsager | ЧЕ 1983 (6 место)  |
| 1984—85 | Франтс Гуфлер | Ханс Гуфлер | Микаэль Синдт | Стин Хансен      | ЧЕ 1984 (6 место)  |
| 1984—85 | Ханс Гуфлер   | Стин Хансен | Микаэль Синдт | Франтс Гуфлер    | ЧДМ 1985 · ЧМ 1985 |

(скипы выделены полужирным шрифтом)